# VIA EPIA
VIA EPIA(VIA Embedded Platform Innovative Architecture・ビア エピア)とは、C3やC7と言ったVIAのCPUとVIAがリリースするチップセット、各種コントローラが統合された、Mini-ITX、Nano-ITX、Pico-ITXと言ったITXプラットフォームのマザーボード製品群の総称である。
小型・省電力に重点を置き、特に組み込み市場でx86互換のマザーボードとして人気がある。
また、HTPCやあまり負荷の大きく無いサーバ用途など、省電力性や静音性、小型であることが重要視される分野でも人気が高い。
一般にも市販されているが、基本的に機器への組み込みを目的としているため、シリアルポートを初めとして、LVDSやI2C、SPI等の他の組み込みシステム間との通信のためのヘッダピンをマザーボード上に備えている。
VIA EPIAはその製品のすべてがITXプラットフォームであるが、Mini-ITX=EPIAと言うわけではない。
また、VIAのCPU・チップセットが用いられているからと言って、かならずしもEPIAであるわけではない。
単に、EPIAと言うブランド名で出されているITXプラットフォームがEPIAである。VIAの提供するITXプラットフォームはEPIAの他にVBシリーズ等がある。